# 上海市恒丰中学
上海市恒丰中学位于中国上海市恒丰路，邻近上海市南广场，创建于1969年，现任校长朱喻。

## 学校特色
将棋是学校的特色